# ساکورا، چیبا
ساکورا، چیبا از شهرهای استان چیبا ژاپن است که جمعیت آن در ۱ ژانویه ۲۰۰۸۱۷۱٬۴۷۲ نفر بوده‌است.